# Persiguiendo el hielo
Persiguiendo el hielo (Chasing Ice), es un documental dirigido por Jeff Orlowski, guionado por Mark Monroe, relatado por el fotógrafo James Balog y producido por la Sociedad Geográfica Nacional, en 2012.

## Reseña
«Persiguiendo el hielo.» Cuenta la historia del estadounidense James Balog, en un proyecto para fotografiar imágenes con 24 cámaras en el Ártico; doce en Groenlandia, cinco en Islandia, cinco en Alaska y dos en el Parque nacional de los Glaciares. Para mostrar la realidad de los cambios climáticos en el planeta Tierra desde 2005. Dedicándole su vida a esta clase de expediciones con su empresa EIS ("Extreme Ice Survey"), se rodea de un equipo para poder captar imágenes a través de los años, e investigar con el paso del tiempo que sucede con los glaciares.
Balog había sido un escéptico sobre el cambio climático, sin embargo cambió cuando con los años conoció mejor el fenómeno del deshielo y fue transformando su opinión.
La banda sonora es de Joshua Ralph, quien escribió y compuso "Before My Time", canción nominada al Premios Oscar, interpretada por Scarlett Johansson y Joshua Bell.

## Premios y honores
El documental tuvo varias candidaturas a premios, y ha obtenido algunos de ellos.
- 2012: Premio Festival Sundance, mejor documental.
- 2012. Premio Satellite, mejor documental.
- 2012: candidato a los Premios Oscar, por mejor canción original "Before My Time".